# Elezioni presidenziali in Nagorno Karabakh del 1996
Le elezioni presidenziali in Nagorno Karabakh del 1996 si tennero il 24 novembre per scegliere il nuovo Presidente.
La percentuale dei votanti fu del 78,07% (pari a 70.052 elettori su un totale di 89.733 aventi diritto); venne riconfermato il presidente uscente Kocharyan, il cui mandato durò meno di un anno in quanto nel 1997 fu nominato Primo Ministro dell'Armenia. Kocharyan aveva ricoperto la carica di Primo ministro dal 1992 al 1994 per poi essere nominato primo presidente della repubblica senza tuttavia suffragio elettorale.
Di fatto, quelle del 1996 furono le prime elezioni presidenziali tenute nello Stato. Il 29 agosto 1996, l'Assemblea nazionale della repubblica decise di tenere le prime elezioni per il Presidente della Repubblica del Nagorno Karabakh il 24 novembre successivo. A tale scopo furono costituite otto commissioni elettorali regionali (comunali) e 171 collegi.

## I candidati
- Boris S. Arushanyan, nato nel 1948, residente a Stepanakert, deputato dell'Assemblea nazionale, indipendente
- Hrant A. Melkumyan, nato nel 1951, residente a Stepanakert, Capo Specialista del Ministero delle Costruzioni e Presidente del Comitato organizzativo del Partito Comunista della repubblica del Nagorno Karabakh
- Robert S. Kocharyan, nato nel 1954, residente a Stepanakert, presidente in carica della Repubblica del Nagorno Karabakh, indipendente.

## Risultati
| Robert Kocharyan | Indipendente                   | 60 241 | 88,91 |  |  |  |  |  |
| Boris Arushanyan | Indipendente                   | 4 801  | 7,09  |  |  |  |  |  |
| Hrant Melkumyan  | Partito Comunista dell'Artsakh | 2 713  | 4,00  |  |  |  |  |  |
| Totale           | Totale                         | 67 755 | 100   |  |  |  |  |  |
|                  |                                |        |       |  |  |  |  |  |
| Voti non validi  | Voti non validi                | 2 297  | 3,28  |  |  |  |  |  |
| Votanti          | Votanti                        | 70 052 |       |  |  |  |  |  |